# Leptodermis pulchella
Leptodermis pulchella är en måreväxtart som beskrevs av Ryôkichi Ruôkichi Yatabe. Leptodermis pulchella ingår i släktet Leptodermis och familjen måreväxter. Inga underarter finns listade i Catalogue of Life.